# Часник білоцвітий
Часник білоцвітий, цибуля білоцвіта (Allium albiflorum) — вид трав'янистих рослин родини амарилісові (Amaryllidaceae), поширений від центральноєвропейської Росії до Криму.

## Опис
Багаторічна рослина, 40–60 см. Листочки оцвітини білі, матові, із зеленими середніми жилками, 4–4.5 мм завдовжки. Тичинки коротші від оцвітини.

## Поширення
Поширений від центральноєвропейської Росії до Криму.
В Україні вид зростає на гірських луках — в Криму, зрідка.